# George W. Wickersham
George Woodward Wickersham (Pittsburgh, 19 de setembro de 1858 – Nova Iorque, 25 de janeiro de 1936) foi um advogado e político norte-americano do Partido Republicano.

## Biografia
Wickersham nasceu em Pittsburgh, Pensilvânia, em 19 de setembro de 1858. Ele estudou na Universidade da Pensilvânia, formando-se em 1880 com um bacharelado de direito. Antes disso já tinha conseguido entrar na associação de advogados, tendo praticado direito na Filadélfia até 1882, quando mudou-se para Nova Iorque. No ano seguinte entrou na firma de advocacia Strong & Cadwalader, tornando-se um parceiro quatro anos depois.
Wickersham foi nomeado em 1909 como Procurador-Geral dos Estados Unidos pelo presidente William Howard Taft, ocupando o cargo até 1913. Quando os Estados Unidos entraram na Primeira Guerra Mundial, ele foi nomeado pelo presidente Woodrow Wilson para servir na Junta Comercial de Guerra para Cuba. Em 1929 foi nomeado pelo presidente Herbert Hoover para a Comissão Nacional de Observância e Aplicação da Lei. Wickersham morreu em Nova Iorque em 25 de janeiro de 1936.